# Mladé Německo

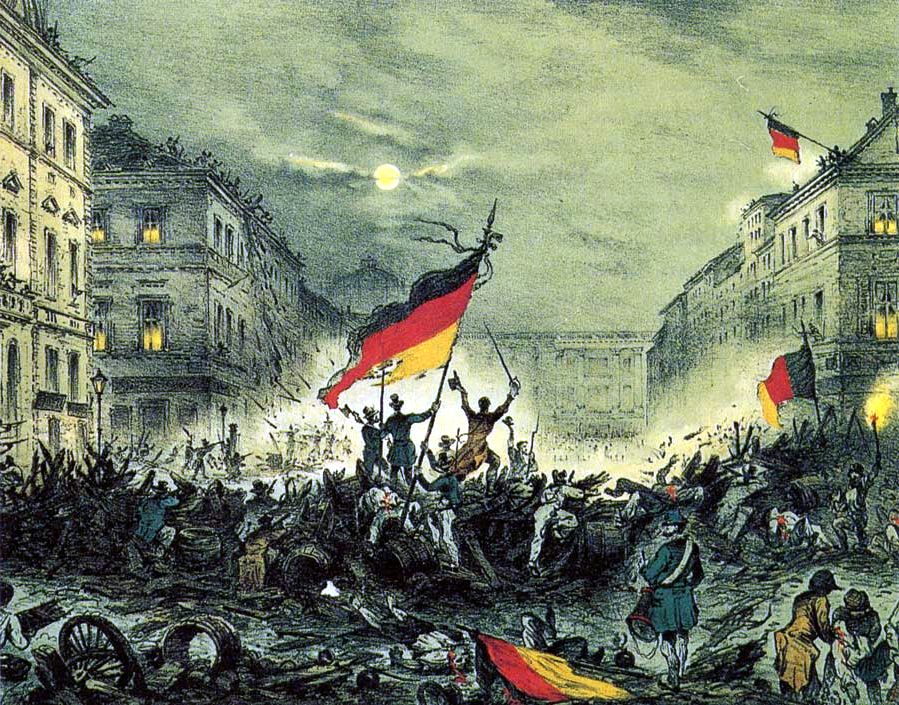
Vyobrazení bojů mezi revolucionáři a královským vojskem v Berlíně během revoluce v březnu 1848.

Mladé Německo bylo literární hnutí v Německu, které existovalo v letech 1830–1848. 
Hlásili se k němu mladí revoluční liberální autoři, například Karl Gutzkow, Heinrich Laube, Heinrich Heine, Ludwig Börne a jiní. Prosazovali svobodu slova, emancipaci žen, boj proti morálním a náboženským dogmatům.